# Nick Kosir
Nick Kosir és un meteoròleg estatunidenc. Va treballar per una televisió local afiliada a Fox Broadcasting Company a Charlotte, Carolina del Nord. És conegut pels seus vídeos de ball en línia, arribant als 7 milions de seguidors a TikTok a l'agost de 2023. Kosir va firmar per unir-se al canal Fox Weather, que es va posar en marxa el 25 d'octubre de 2021.

## Educació
En 2005, Kosir es va llicenciar en Comunicació organitzacional a la Universitat d'Akron. Cinc anys més tard, va obtenir un certificat en meteorologia de radiodifusió de la Universitat Estatal de Mississipi.